# Blanchiment (papier)
Pour les articles homonymes, voir Blanchiment.

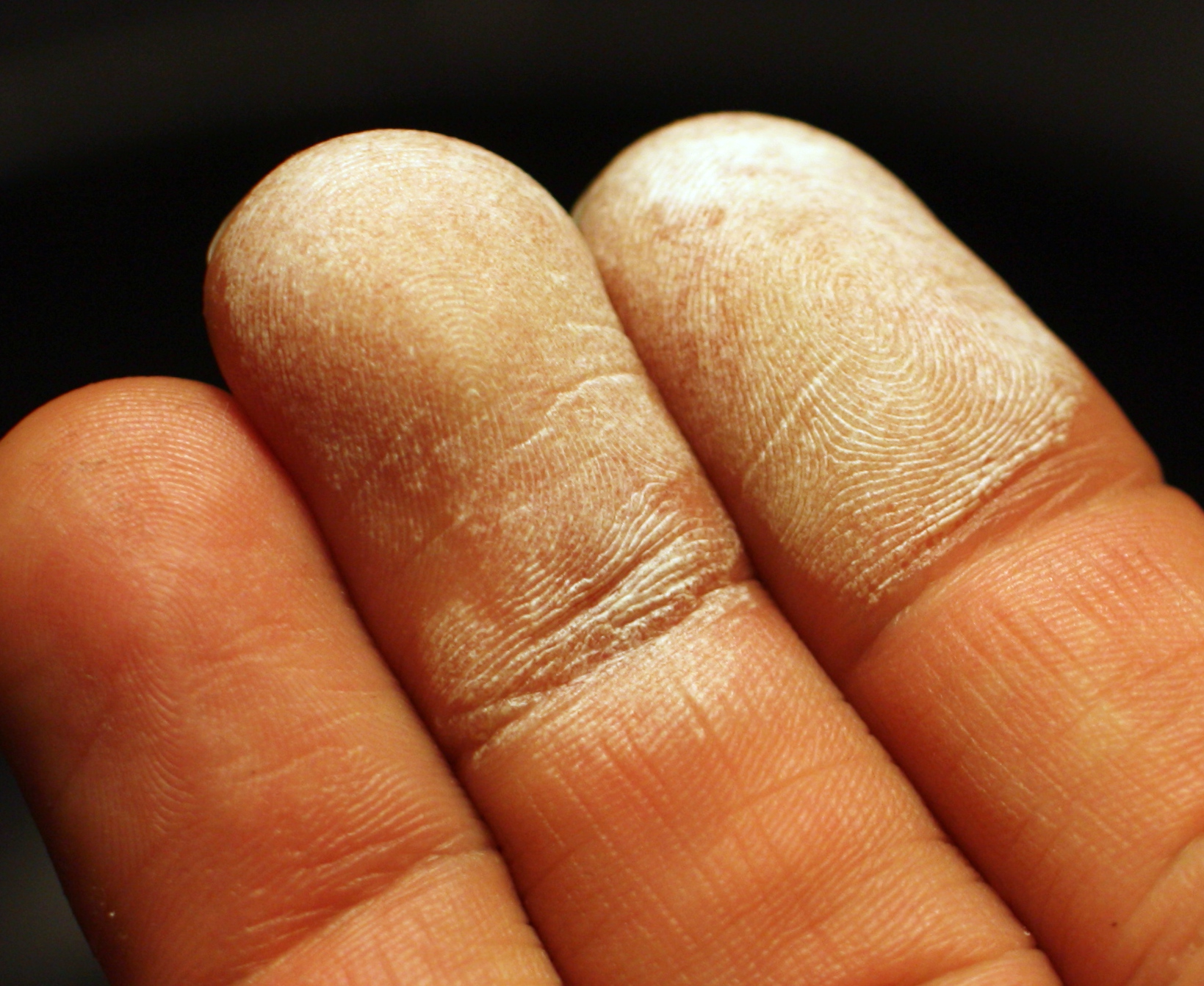
Doigts peu après une brève exposition au peroxyde d'hydrogène à 35 %.

Le blanchiment est l'élimination ou la modification, plus ou moins poussée, de la couleur des composants d'une pâte à papier pour augmenter son degré de blancheur.
Le blanchiment est coûteux, il ne sera utile que pour le papier d'édition.
Pour la pâte mécanique, la couleur est due à la présence de dérivés de la lignine, les quinones, qui possèdent des groupements C=O. Le but est de modifier les groupements chromophores, permettant alors l'éclaircissement de la lignine. Le traitement se fait avec des réactifs non chlorés tels que les peroxydes ou l'hydrosulfite de sodium.
Pour le blanchiment des pâtes chimiques, il faut arriver à éliminer la lignine résiduelle. On met la pâte dans un réacteur en présence d'un réactif. Après réaction, on peut en extraire le jus de blanchiment. On utilise de nos jours le chlore gazeux, l'hypochlorite de sodium (eau de Javel), le dioxyde de chlore, le peroxyde d'hydrogène (couramment appelé « eau oxygénée »), l'oxygène et l'ozone.
Les progrès ont été considérables ces dernières années, notamment avec le blanchiment à l'oxygène. Cependant, le blanchiment reste l'étape la plus polluante de la fabrication du papier. Pour réduire considérablement la pollution engendrée par l'industrie papetière, il faudrait faire évoluer les esprits vers l'utilisation de papier moins blanc 
Les sigles suivants sont utilisés pour expliciter la méthode de blanchiment :
- ECF : abréviation de l'anglais Elemental Chlorine Free, ce qui signifie pâte blanchie sans chlore gazeux ;
- TCF : abréviation de l'anglais Totally Chlorine Free, pâte blanchie sans composé chloré.